# 페터 학스

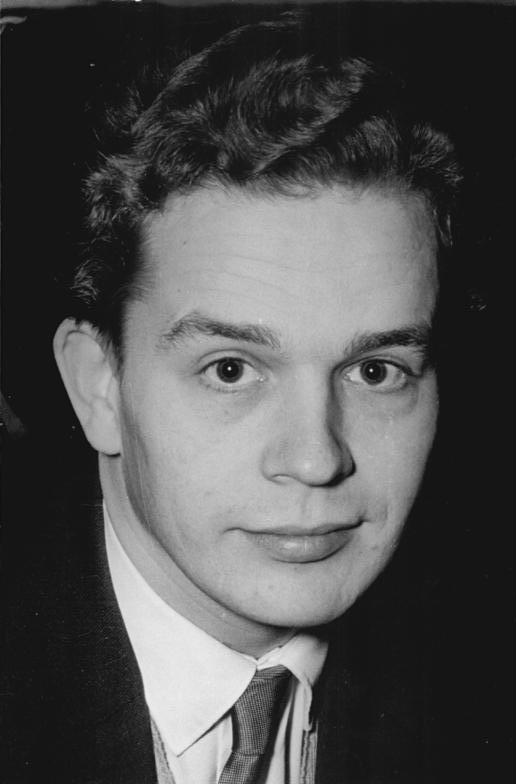
페터 학스 (1956년)

페터 학스(Peter Hacks, 1928년 3월 21일 ~ 2003년 8월 28일)는 독일의 극작가다.
<콜럼버스>로 서독에서 데뷔했으나 동독으로 옮겨, 브레히트의 기법을 응용한 역사극 <무우궁(無憂宮)의 풍차집> <로보지츠의 싸움> 등으로 성공했다. 사회주의 건설 도상의 모순을 비판하는 현대극 <우려와 힘> <모리츠, 타소> 등은 교조적(敎條的)인 문화관료로부터 비판을 받기도 했다. 브레히트 희곡의 계승자이다.